# Distrito electoral 13 (Nebraska)
El distrito electoral 13 (en inglés: Precinct 13) es un distrito electoral ubicado en el condado de Cedar en el estado estadounidense de Nebraska. En el Censo de 2010 tenía una población de 194 habitantes y una densidad poblacional de 2,09 personas por km².

## Geografía
El distrito electoral 13 se encuentra ubicado en las coordenadas 42°33′39″N 97°11′3″O / 42.56083, -97.18417. Según la Oficina del Censo de los Estados Unidos, el distrito electoral 13 tiene una superficie total de 92.72 km², que corresponden a tierra firme.

## Demografía
Según el censo de 2010, había 194 personas residiendo en el distrito electoral 13. La densidad de población era de 2,09 hab./km². De los 194 habitantes, el distrito electoral 13 estaba compuesto por el 90.72% blancos, el 0.52% eran amerindios, el 6.7% eran de otras razas y el 2.06% pertenecían a dos o más razas. Del total de la población el 7.22% eran hispanos o latinos de cualquier raza.